# جنت‌آباد (نجف‌آباد)
جنت‌آباد (نجف‌آباد)، روستایی از توابع بخش مرکزی شهرستان نجف‌آباد در استان اصفهان ایران است.

## جمعیت
این روستا در دهستان جوزدان قرار دارد و براساس سرشماری مرکز آمار ایران در سال ۱۳۸۵، جمعیت آن زیر سه خانوار بوده‌است.